# آمون
آمون، از خدایان مصر باستان و خدای محلی تبس بود.آمون معادل زئوس در یونان و ژوپیتر رومیان است. آمون به همراه همسرش موت از پادشاهی قدیم گواهی می‌شود. با سلسله یازدهم (حدود قرن بیست و یکم قبل از میلاد)، آمون با جایگزینی مونتو به مقام خدای حامی تبس رسید پس از شورش تبس علیه هیکسوس‌ها و با حکومت آهموس اول (قرن ۱۶ قبل از میلاد)، آمون اهمیت ملی پیدا کرد که در آمیختگی او با خدای خورشید، رع، به عنوان آمون‌رع (که در انگلیسی به صورت جایگزین Amon-Ra یا Amun-Ra نوشته می‌شود) بیان می‌شود. او به تنهایی پادشاه خدایان نیز تصور می‌شد.

## ریشه‌ها و تاریخ اولیه

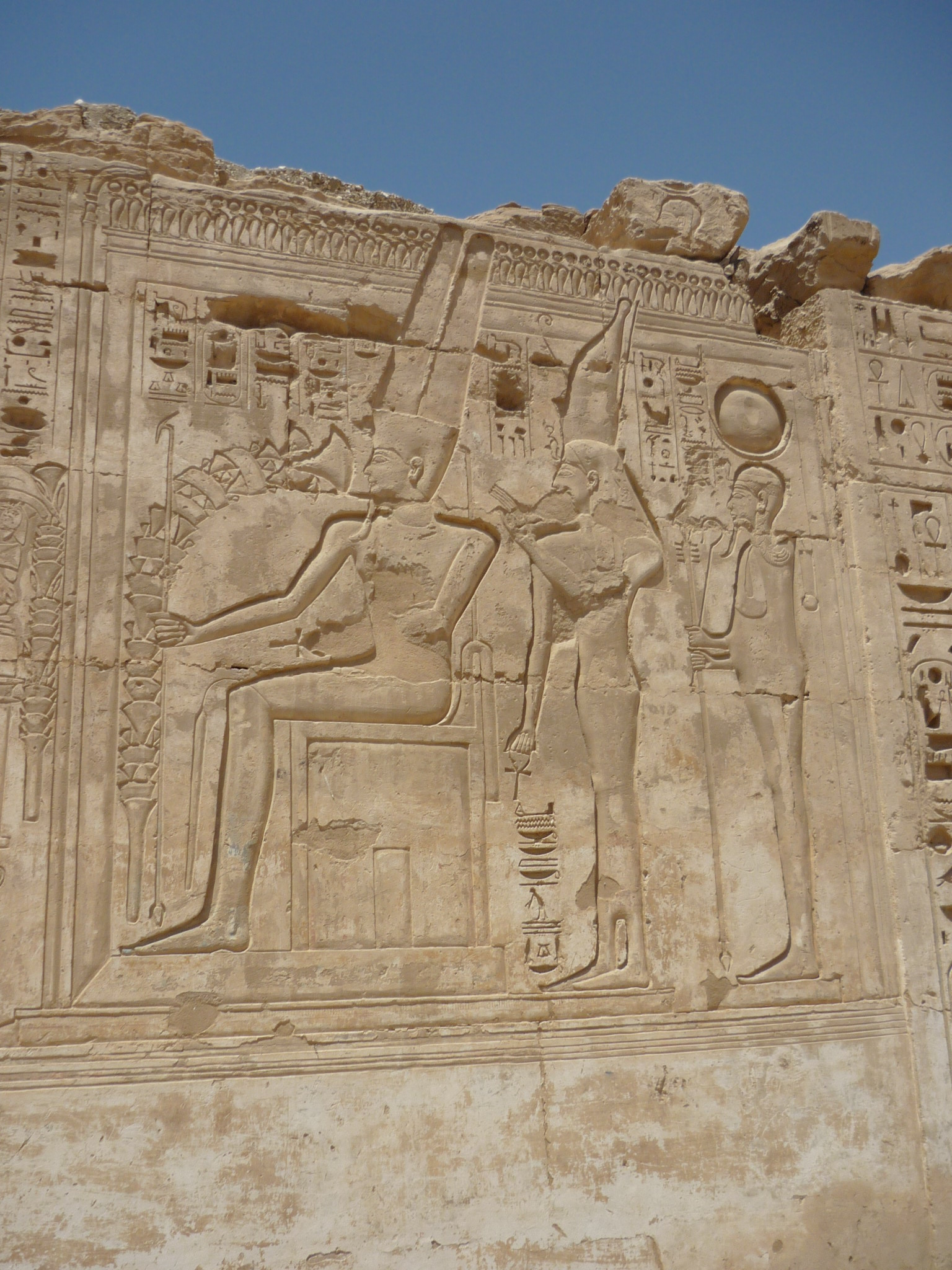
سه‌گانه تبس که در هابو به تصویر کشیده شده‌است. از چپ به راست: آمون، موت و خونسو.

در سال ۱۹۱۰ رينيه باسی پیشنهاد کرد که آیین آمون برای اولین بار در لیبی باستان پیش از گسترش به مصر شکل گرفته بود، اما این فقط یک فرضیه اثبات نشده‌است زیرا آمون برای اولین بار در مقبره فرعون اوناس (حدود ۲۳۵۰ پیش از میلاد) در مصر و نه در لیبی گواهی شده‌است.
نام آمون (imn) به معنای چیزی مانند «پنهان» یا «نامرئی» است که با القاب موجود در متون اهرام نیز تایید می‌شود: «ای تو، خدای بزرگ که نامش معلوم نیست». آمون همراه با همتای مونث خود، آمنت، در متون اهرام پادشاهی کهن مصر، ذکر شده‌اند. تصور می‌شد که آمون و آمنت قبل از آغاز خلقت به همراه سه زوج دیگر که مفاهیم اولیه را نمایندگی می‌کنند وجود داشته‌اند. متون اهرام، اولین متون مذهبی شناخته شده مصر باستان، از «سایه خیرخواه آمون و آمونت» یاد می‌کنند:
ای آمون و آمنت! شما جفت خدایی که با سایه خود به خدایان پیوستید.
طبق نظریه كورت سیت، مصر شناس آلمانی، نام‌های آمون و آمنت در ابتدا به عنوان القابی برای جفت خدای دوقلو، شو و تفنوت، استفاده می‌شد که در سنت مصر باستان، اولین فرزندان خدای خالق آتوم بودند. سیت همچنین پیشنهاد کرد که هشت خدای اولیه در دین اولیه ممفیس به عنوان مظاهر خدای خالق پتاح تاسیس شده‌اند. الهیات ممفیس، پتاه را در بالای زنجیره خلقت قرار می‌داد و او را مظهر آب‌های اولیه‌ای ساخت که آتوم از آن متولد شد. متن کیهانی ظهور اعضای زن اگدود را با این کلمات توصیف می‌کند: ««هشت در آنجا (در تبس) به وجود آمدند که شامل چهار مرد و یک زن برای هر کدام بودند.»
آمون پس از پایان دوره نخست میانی مصر، تحت دودمان یازدهم، به مقام خدای سرپرست تبس رسید. به عنوان حامی تبس، همسرش موت بود. در تبس، آمون به عنوان پدر، موت به عنوان مادر، و خدای ماه، خونس، به عنوان پسر آن‌ها، خانواده الهی یا «سه‌گانه تبس» را تشکیل می‌دادند.
تاریخ آمون به عنوان خدای حامی تبس در قرن بیستم پیش از میلاد با ساخت محوطه آمون-رع در کرنک زیر نظر سنوسرت یکم آغاز می‌شود. به نظر نمی‌رسد شهر تبس قبل از دودمان یازدهم اهمیت زیادی داشته باشد. کارهای ساختمانی عمده در محوطه آمون-رع در دودمان هجدهم مصر زمانی که تبس پایتخت مصر متحد باستان شد، انجام شد.

## پادشاهی جدید

### شناسایی با مین و رع

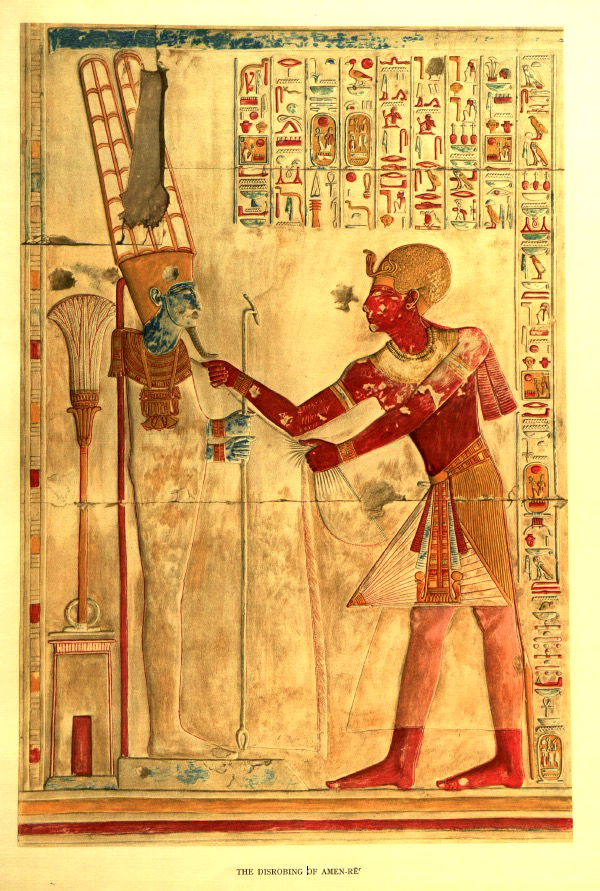
آمون با ستی یکم در معبد ابیدوس به تصویر کشیده شده‌است‌.

هنگامی که ارتش بنیان‌گذار دودمان هجدهم، حاکمان هیکسوس را از مصر اخراج کرد، شهر مبدا پیروزی، تبس، به مهم‌ترین شهر مصر، پایتخت یک سلسله جدید تبدیل شد. خدای حامی تبس، آمون، به عنوان خدای ملی اهمیت یافت. فراعنه این سلسله جدید تمام موفقیت‌های خود را به آمون نسبت می‌دادند. پیروزی در برابر حکام بیگانه توسط فراعنه که آمون را می پرستیدند، باعث شد که او به عنوان قهرمان افراد کم اقبال شناخته شود و از حقوق عدالت برای فقرا حمایت کند. او با کمک به کسانی که به نام او سفر می‌کردند، محافظ جاده‌ها شد. از آنجایی که او از ماعت (حقیقت، عدالت و نیکی) حمایت می‌کرد، کسانی که به آمون دعا می‌کردند، ابتدا باید با اعتراف به گناهان خود، شایستگی خود را نشان می‌دادند. در نقوش نذری روستای صنعتگران در دير المدينه ثبت شده‌است:
[آمون] کسی که به صدای فقیر در پریشانی می‌آید، که به آن رنجور نفس می‌بخشد... تو آمون هستی، پروردگار ساکتان که به صدای فقرا می‌آیی؛ وقتی در پریشانی خود، تو را صدا می‌زنم تو بیا و نجاتم بده... گرچه بنده تمایل به انجام بدی داشت، خداوند مایل به بخشش است. خداوند تبس یک روز کامل را در خشم نمی‌گذراند؛ خشم او در یک لحظه می گذرد؛ هیچ کدام باقی نمی‌ماند. نفس او در رحمت به سوی ما باز می‌گردد... باشد که کا شما مهربان باشد؛ ممکن است ببخشی؛ دیگر تکرار نخواهد شد.
هنگامی که مصر، کوش را فتح کرد، خدای اصلی کوشی‌ها را آمون معرفی کردند. این خدای کوش به صورت سر قوچ، مخصوصا یک قوچ پشمی با شاخ‌های خمیده، به تصویر کشیده می‌شد؛ بنابراین آمون با قوچ که از ظاهر پیر خدای قوچ کوش برخاسته بود، مرتبط شد و تصاویر مربوط به آمون گاهی دارای شاخ قوچ کوچکی بود که به شاخ‌های آمون معروف است. یک خدای خورشیدی به شکل قوچ را می‌توان در فرهنگ کرمه پیش از سواد در نوبه، معاصر پادشاهی کهن مصر ردیابی کرد. نام متاخر (پادشاهی کوش) نوبی آمون، آمانی بود که با نام‌های شخصی متعددی مانند تانوتامانی، آرکامانی، و آمانیتوره گواهی شده‌است. از آن‌جایی که قوچ نمادی از مردانگی در نظر گرفته می‌شده، آمون نیز به عنوان یک خدای باروری در نظر گرفته شد و بنابراین شروع به جذب هویت مین کرد و به آمون-مین تبدیل شد. این ارتباط با مردانگی باعث شد که آمون-مین لقب کاموتف به معنای "نرگاو مادرش" را به دست آورد، که به این شکل او را بر روی دیوارهای کرنک، به صورت برانگیخته و با یک فالیک به تصویر کشیدند.
با اهمیت یافتن فرقه آمون، آمون با خدای اصلی که در این دوره در مناطق دیگر پرستش می‌شد، یعنی خدای خورشید، رع، شناخته شد. این شناسایی منجر به ادغام هویت‌های دیگری شد و آمون به آمون-رع تبدیل شد. تشخیص دقیق زمان وقوع این ترکیب دشوار است، اما ارجاعات به آمون-رع در متون هرمی در اوایل دودمان پنجم ظاهر می‌شود. رایج‌ترین باور این است که آمون-رع به عنوان یک خدای دولتی جدید توسط حاکمان تبسی پادشاهی جدید ایجاد شد تا پرستندگان آمون را با فرقه قدیمی‌تر رع در حوالی دودمان هجدهم متحد کند. عبادت کنندگان به آمون-رع لقب رسمی «پادشاه خدایان» را دادند، و تصاویر این خدای ترکیبی را به صورت مردی با چشم قرمز با سر شیری که یک قرص خورشیدی در اطراف داشت، نشان می‌دهد. در سرود آمون-رع، او را چنین توصیف کرده‌اند:
پروردگار حقیقت، پدر خدایان، سازنده انسان‌ها، خالق همه حیوانات، پروردگار همه چیز، خالق عصای زندگی.

## نمادشناسی

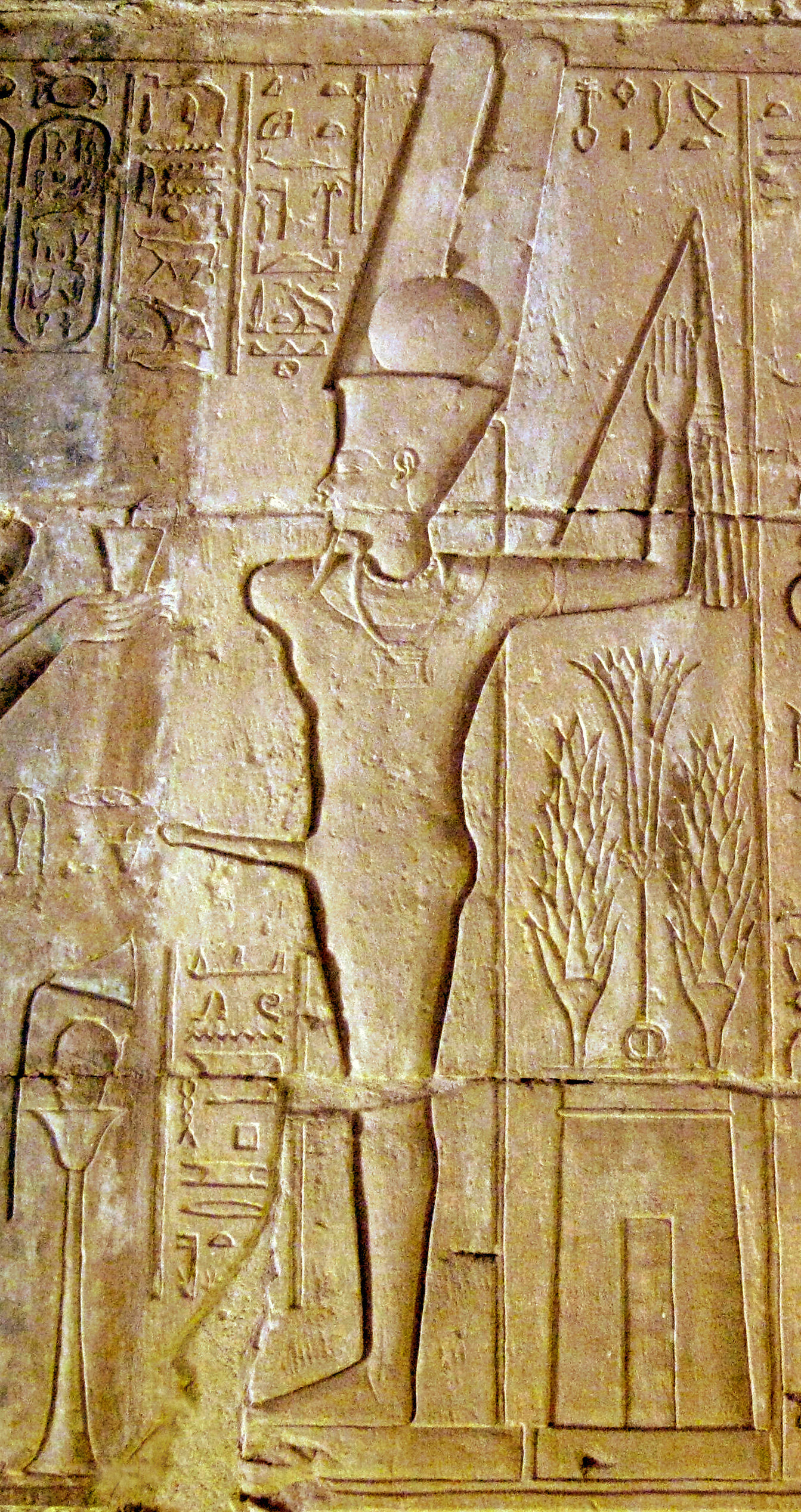
آمون به صورت برانگیخته شده

آمون را با قرص خورشید و دو آرایه بلند پر بر تاج در مصر باستان به نمایش درمی‌آوردند. در بعضی از تصاویر او را به شکل مردی به صورت برانگیخته با پوست تیره و آراسته به پرهای بلند به تصویر درآمده است. این خدا در بعضی از تصاویر به شکل قوچ کشیده شده‌است.و همین‌طور سگ.

## معبد
معبد اقصر در کرنک بیش از۱۰۰ متر طول و۵۰۰متر عرض دارد. این تالار را ۱۴۴ ستون به ۱۶ ردیف نگاه می‌داشته، ستون‌های دو ردیف اول از سایر ستون‌ها بلندتر بوده‌است.این ستون‌ها حایل سقف مسطح بودند. این معبد در زمان آمنحوتپ چهارم بسته شده بود.

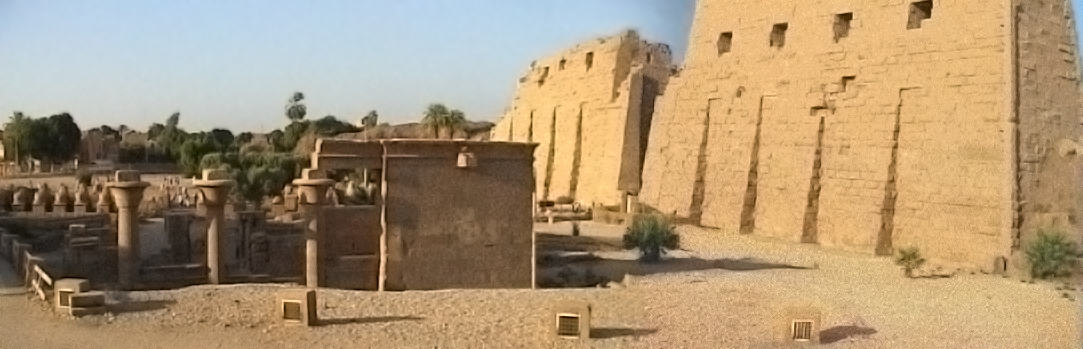
معبد آمون در کرنک

آملیا ب. ادوارد در کتاب خود، اینگونه این معبد را توصیف می‌کند:
انتقال تصویری واقعی به کسی که این محل را ندیده‌است، همان‌طور که نوشتم غیرممکن است. اگر می‌شد این محل را به جای دیگری تشبیه کرد، توصیف آن کار دشواری نبود، اما واقعیت این است که در دنیا هیچ ساختمانی با آن قابل مقایسه نیست.